# Guilty of Love
Guilty of Love è un singolo pubblicato dal gruppo musicale britannico Whitesnake nel 1983. 
Il brano è stato presentato durante il festival Monsters of Rock e successivamente inserito nell'album Slide It In nel 1984. Il singolo rappresenta l'unica testimonianza dalle sessioni iniziali di Slide It In con il produttore Eddie Kramer, prima che questi lasciasse il posto a Martin Birch per completare il disco.
La versione britannica del singolo è suonata dai chitarristi Mel Galley e Micky Moody, mentre Moody è sostituito da John Sykes nel remix realizzato per gli Stati Uniti. 
Il brano è stato accompagnato da un videoclip che mescola diverse performance della band, inclusa quella al Monster of Rock del 1983.

## Tracce
1. Guilty of Love – 3:18 (David Coverdale)
2. Gambler – 3:50 (Coverdale, Mel Galley)

## Formazione

### Versione britannica
- David Coverdale – voce
- Micky Moody – chitarre
- Mel Galley – chitarre, cori
- Colin Hodgkinson – basso
- Jon Lord – tastiere
- Cozy Powell – batteria